# ブランディア (ゲーム)
『ブランディア』 (BLANDIA) は、1992年にアルュメにより開発・発売されたアーケードゲーム。内容はファンタジー世界を舞台とした武器を用いる対戦型格闘ゲーム。

## 概要
上段・中段・下段攻撃の3ボタンを使用する。空中ガードを採用しており6人のプレイヤーキャラクター達は各々が独自の武器を持つ他、一部のキャラクターは防具も装備しており武器攻撃に耐性を持つ。防具は2回のダメージで破壊され消失する。
同キャラクタ―による対人戦は行うことはできないが、最終ボス戦が同キャラクター戦となる。

## ストーリー
はるか昔の時代、金属が発見されると人々は黄金をめぐり争い世界は戦火に包まれた。その中から「王」を名乗る邪悪な男が現れ強大なる魔法で各地の街を破壊し黄金を我が物としていく。幾人かの英雄は「王」に戦いを挑んだがことごとく破れ去り血の海に沈む事となった。人々は畏怖し「王」を「狂気の黄金王」と呼ぶに至る。この事態を神々は憂い、神々を敬う6つの都市から1人ずつ英雄を選出し相争わせ、最後に勝ち残った者に黄金王を倒し得る力を与える事とした。
世界の命運を決める戦いは開始され、勝ち残った英雄は黄金王が居住する黄金の城へと乗り込み、狂気の黄金王本人を含めた4人の邪悪なる四天皇を征伐、世界に平和を取り戻した。

## 登場キャラクター

### プレイヤーキャラクター
ガリアノス［Gurianos］
主人公格キャラクターの正義の鎧戦士。黄金王討伐後は王女と恋仲となるが黄金王により乱れた世界を建て直すべき世界各地を征服し偉大な剣士として名声を得る事となる。

ディオクレス [Diokles]
ガリアノスのライバル的位置付けのニヒルな鎧戦士。黄金王討伐後はガリアノスと同じく世界各地の争いを収めていき、ガリアノスと敵対することとなる。

イリアナ [Irriana]
剣術を操る女戦士。神々に選ばれたというのみではなく消息不明の父親を探し求め戦いに身を投じている。

マクギル [McGill]
巨漢の戦士。とある地方の支配者として君臨していたが黄金等討伐後は1人の戦士として旅立った。

レツ・ゼン [Retsu.Zen]
東洋の武者風の二刀流剣士。

ジュレーン [Jurane]
両生類から派生したという1日1時間は水につかる必要があるという魔法使い一族の亜人の女性。黄金王討伐後に一族の長となった。

### ボスキャラクター
Launa
黄金の城で待ち受ける四天皇の1人。小柄な身体を活かしてスピーディなバトルを展開する。

Xeldus
黄金の城で待ち受ける四天皇の1人。ギルダスの影武者をつとめているが、洗脳され操られている本人に記憶は無い。

イマジオ [Imageo]
黄金の城で待ち受ける四天皇の1人。ジュレーンと同じ種族の女性魔術師。

ギルダス [Gildus]
狂気の黄金王と呼ばれ恐れられている黄金の城の主。敗れると対戦相手と同じ姿となり再度戦いを挑んでくる。

## 移植版
| No. | タイトル                            | 発売日         | 対応機種                      | 開発元                | 発売元     | メディア                              | 備考               | 出典        |
| --- | ----------------------------------- | -------------- | ----------------------------- | --------------------- | ---------- | ------------------------------------- | ------------------ | ----------- |
| 1   | アーケードアーカイブス ブランディア | 2023年10月19日 | PlayStation 4 Nintendo Switch | ハムスター (移植担当) | ハムスター | ダウンロード (アーケードアーカイブス) | 日本国内版のみ収録 | [ 3 ] [ 4 ] |

背景オブジェクトなどの性的表現は一部修正されている。

## 他機種版
| No. | タイトル           | 発売日        | 対応機種        | 開発元   | 発売元 | メディア           | 備考 |
| --- | ------------------ | ------------- | --------------- | -------- | ------ | ------------------ | ---- |
| 1   | ブランディアプラス | 1994年9月30日 | FM TOWNS        | アルュメ | Ving   | CD-ROM             |      |
| 2   | ブランディア98     | 1995年6月16日 | PC-9801 PC-9821 | アルュメ | Ving   | 3.5インチFD CD-ROM |      |

エンディングや一部演出が描き直されており、テキストが日本語化されている。